# 27 (số)
27 (hai mươi bảy) là một số tự nhiên ngay sau 26 và ngay trước 28.